# پارانو
پارانو (به ایتالیایی: Parrano) یک شهرک و کومونه در ایتالیا است که در استان ترانی واقع شده‌است.

## خصوصیات
پارانو ۳۹٫۹ کیلومترمربع مساحت و ۵۸۹ نفر جمعیت دارد و ۴۴۱ متر بالاتر از سطح دریا واقع شده‌است.